# Попов Віктор Васильович (радянський діяч)
Віктор Васильович Попов (10 березня 1930, місто Харків — ?) — український радянський діяч, різьбошліфувальник Харківського авіаційного заводу. Депутат Верховної Ради УРСР 9—11-го скликань. Член Ревізійної комісії КПУ в 1986—1990 роках. Герой Соціалістичної Праці (26.04.1971).

## Біографія
Народився в родині робітника. Освіта середня.
З 1945 року — слюсар Харківського заводу «Більшовик», шліфувальник заводу маркшейдерських інструментів.
У 1950—1952 роках служив у Радянській армії.
З 1952 року — шліфувальник, зуборізальник, майстер, різьбошліфувальник Харківського авіаційного заводу імені Ленінського комсомолу. Новатор виробництва.
Член КПРС з 1957 року.
У 1974 році про Віктора Попова був знятий документальний фільм «Людина неспокійного щастя» на студії Харківського авіаційного заводу.
Потім — на пенсії в місті Харкові.

## Нагороди
- Герой Соціалістичної Праці (26.04.1971)
- орден Леніна (26.04.1971)
- ордени
- медалі